# Quartet (2012)
Quartet is een Britse film van Dustin Hoffman die werd uitgebracht in 2012. 
Met deze tragikomedie debuteerde Hoffman als filmregisseur.

## Verhaal
Het verhaal speelt zich volledig af in Beecham House, een luxueus landhuis dat gebruikt wordt als verzorgingshuis voor gepensioneerde musici en operazangers. Jaarlijks wordt door hen een galaconcert gegeven dat de nodige fondsen moet opbrengen om het voortbestaan van hun rustoord veilig te stellen. 
Allen zijn ze al druk in de weer met de repetities als het gerucht bewaarheid wordt dat Jean Horton, een beroemde ex-operazangeres met diva-allures, ook in Beecham House komt wonen. Reg, Wilf en Cissy, goede vrienden en eveneens ex-operazangers, zijn verrast door de komst van Horton. Reg is woedend dat hij vooraf niet geraadpleegd werd want in een ver verleden was hij getrouwd met Jean, die hem al spoedig bedroog.
Wilf en Cissy (en enkele anderen) dromen echter algauw van een mogelijke uitvoering van het vocaal kwartet Bella figlia dell'amore uit Verdi's opera Rigoletto dat ze samen met Reg en Jean met bijzonder veel succes zongen in het verleden. Met die uitvoering op het programma zijn ze ervan overtuigd veel meer tickets te zullen verkopen voor hun galaconcert. Ze moeten er alleen nog in slagen Reg en Jean over te halen mee te doen.  

## Rolverdeling
| Acteur          | Personage             |
| --------------- | --------------------- |
| Maggie Smith    | Jean Horton           |
| Tom Courtenay   | Reginald 'Reg' Paget  |
| Billy Connolly  | Wilfred 'Wilf' Bond   |
| Michael Gambon  | Cedric Livingstone    |
| Pauline Collins | Cecily 'Cissy' Robson |
| Sheridan Smith  | dokter Lucy Cogan     |
| Andrew Sachs    | Bobby Swanson         |
| Gwyneth Jones   | Anne Langley          |